# Dagetichthys lakdoensis
Dagetichthys lakdoensis és un peix teleosti de la família dels soleids i de l'ordre dels pleuronectiformes.

## Morfologia
Pot arribar als 40 cm de talla màxima.

## Distribució geogràfica
Es troba a les costes del Camerun.